# Андрија Жижић
Андрија Жижић (Сплит, 14. јануар 1980) је бивши хрватски кошаркаш. Играо је на позицијама крилног центра и центра.

## Клупска каријера
Играо је за Сплит пре него што је прешао у Цибону. Касније је током каријере наступао између осталих и за Барселону, Олимпијакос и Панатинаикос.
У лето 2011. се вратио у Цибону и са њима је играо до децембра 2013. када их напушта због дуговања. У јануару 2014. је потписао уговор са казахстанском Астаном, али их напушта после само месец дана и потписује са Макабијем из Тел Авива до краја сезоне. Са Макабијем је освојио Евролигу и Првенство Израела. У сезони 2014/15. је играо у другој лиги Италије - прво за Форли, а касније и за Пјачентину. За сезону 2015/16. се вратио у Цибону и играо заједно са 17 година млађим братом Антом.

## Репрезентација
Са репрезентацијом Хрватске наступао је на два Европска првенства, 2003 у Шведској и 2005. у Србији и Црној Гори.

## Успеси

### Клупски
- Сплит:
  - Првенство Хрватске (1): 2002/03.
- Цибона:
  - Првенство Хрватске (3): 2003/04, 2011/12, 2012/13.
  - Куп Хрватске (1): 2013.
- Панатинаикос:
  - Првенство Грчке (1): 2007/08.
  - Куп Грчке (1): 2008.
- Макаби Тел Авив:
  - Евролига (1): 2013/14.
  - Првенство Израела (1): 2013/14.

### Репрезентативни
- Европско првенство до 18 година:  1998.
- Светско првенство до 19 година:  1999.